# Drepanelloidea
De Drepanelloidea zijn een superfamilie van uitgestorven kreeftachtigen uit de klasse van de Ostracoda (mosselkreeftjes).

## Families
- Aechminellidae Sohn in Moore, 1961 †
- Aechminidae Boucek, 1936 †
- Bolliidae Boucek, 1936 †
- Circulinidae Neckaja, 1966 †
- Drepanellidae Ulrich & Bassler, 1923 †
- Glyptopleuridae Girty, 1910 †